# Нэсса
Нэ́сса (кв. Nessa) — в легендариуме Джона Р. Р. Толкина — айну, а впоследствии валиэ, жена Тулкаса и сестра Оромэ. Была выдающейся танцовщицей и считалась покровительницей танца у Детей Илуватара. Профессор английской литературы в Портлендском государственном университете Марджери Бёрнс считала её вариацией образа охотницы-девственницы и проводила параллели между образом Нэссы и великанши Скади из скандинавской мифологии, тоже вышедшей замуж за бога.

## Происхождение
В «Книге утраченных сказаний» родителями Нэссы и её брата Оромэ названы Аулэ и Йаванна Палуриэн. В дополнениях к «Анналам Валинора» Нэсса названа дочерью Йаванны (первоначально в «Квэнте» Нэсса названа дочерью Ваны, но позже это было вычеркнуто Толкином); как оказалось впоследствии, Оромэ был сыном Йаванны, но не Аулэ. В «Сильмариллионе» Оромэ и Нэсса тоже названы братом и сестрой, хотя родители их уже не указываются, так как Толкин отказался от идеи деторождения у айнур. В окончательной версии «Сильмариллиона» Толкин пишет, что все айнур были созданы Эру Илуватаром, творцом всего сущего и высшей силой мира Арды и Средиземья.

## Имена
Нэсса (кв. Nessa) — имя валиэ на квенья. Оно переводится как «юная».
Индис (кв. Indis) или Динет — имена Нэссы на квенья и наречии нолдор. Они переводятся как «невеста».
Нет (синд. Neth) — вариант имени Нэссы на синдарине.